# Василевка (Слобожанская поселковая община)
Василевка (укр. Василівка) — село, Александровский сельский совет, Днепровский район, Днепропетровская область, Украина.
Код КОАТУУ — 1221481003. Население по переписи 2001 года составляло 257 человек. В некоторых документах село называют Васильевка.

## Географическое положение
Село Василевка находится в 1,5 км от правого берега реки Маячка, выше по течению на расстоянии в 2 км расположен пгт Илларионово (Синельниковский район), ниже по течению на расстоянии в 1,5 км расположен город Днепр. Река в этом месте пересыхает. Рядом проходят автомобильная дорога Т-0401 (Т-0442) и железная дорога, станция Платформа 212 км в 1-м км.

## Известные люди
- Семёнов, Василий Александрович (1904—1981) — советский военачальник, в начальный период Великой Отечественной войны командующий 22-й стрелковой дивизии 1-й Отдельной Краснознаменной армии, генерал-майор (1941).